# 위키여행
위키여행(Wikivoyage, 프랑스어 발음: /vikivwaˈjɑʒ/, 비키부아야주; 영어 발음: /ˌwɪkiˈvɔɪ.ɨdʒ/, 위키보이지)은 자발적 참여자가 함께 만들어가는 여행 가이드북 웹사이트이다. 이름은 위키(wiki)와 여행을 뜻하는 프랑스어 부아야주(voyage)를 합쳐 만들었다.
이 프로젝트는 2006년 위키트래블의 독일어판에서 영리 목적을 피하기 위해 독립하면서 시작되었다. 2006년 12월 10일 처음 인터넷에서 서비스가 시작되었으며, 크리에이티브 커먼즈의 CC-BY-SA 라이선스에 따라 자유 콘텐츠로 배포되고 있다.
2012년 중반, 위키트래블 영어판 사용자의 다수는 위키트래블과 위키여행과의 새로운 비영리 프로젝트를 통한 재통합을 모색했다. 그들은 프로젝트를 호스팅하는 것에 관심을 보인 위키미디어 재단과 접촉, 2012년 10월 가이드북 프로젝트를 승인받았다. 2012년 12월, 위키미디어 재단의 서버로 이전되었고, 2013년 1월 15일 공식적으로 출범했다.